# Mistrzostwa Świata w Zapasach 1987
36. Mistrzostwa Świata w Zapasach 1987, które odbyły się w dwóch miastach – mężczyźni rywalizowali w Clermont-Ferrand (Francja) a kobiety w Lørenskog (Norwegia).

## Medale

### Mężczyźni

#### Styl klasyczny
| Kategoria wagowa | Złoto                    | Srebro            | Brąz                 |
| ---------------- | ------------------------ | ----------------- | -------------------- |
| 48 kg            | Magiatin Ałłachwierdijew | Vincenzo Maenza   | Lars Rønningen       |
| 52 kg            | Pedro Favier Roque       | Roman Kierpacz    | Aleksandr Ignatienko |
| 57 kg            | Patrice Mourier          | Rıfat Yıldız      | Keijo Pehkonen       |
| 62 kg            | Żiwko Wangełow           | Kamandar Madżydow | Shigeki Nishiguchi   |
| 68 kg            | Asłaudin Abajew          | Nandor Sabo       | Jerzy Kopański       |
| 74 kg            | Jouko Salomäki           | Józef Tracz       | Däulet Turłychanow   |
| 82 kg            | Tibor Komáromi           | Roger Gößner      | Siergiej Nasiewicz   |
| 90 kg            | Władimir Popow           | Sándor Major      | Atanas Komszew       |
| 100 kg           | Guram Gedechauri         | Dennis Koslowski  | Vasile Andrei        |
| 130 kg           | Igor Rostorocki          | Tomas Johansson   | Rangeł Gerowski      |

#### Styl wolny
| Kategoria wagowa | Złoto                | Srebro              | Brąz                 |
| ---------------- | -------------------- | ------------------- | -------------------- |
| 48 kg            | Li Jae-sik           | Lee Sang-ho         | Siergiej Karamczakow |
| 52 kg            | Walentin Jordanow    | Kim Yong-sik        | Mitsuru Sato         |
| 57 kg            | Siergiej Biełogłazow | Barry Davis         | Ahmet Ak             |
| 62 kg            | John Smith           | Chazar Isajew       | Kazuhito Sakae       |
| 68 kg            | Arsen Fadzajew       | Jeorjos Atanasiadis | Andre Metzger        |
| 74 kg            | Adlan Warajew        | David Schultz       | Uwe Westendorf       |
| 82 kg            | Mark Schultz         | Aleksandyr Nanew    | Władimir Modosian    |
| 90 kg            | Macharbiek Chadarcew | Jim Scherr          | Jerzy Nieć           |
| 100 kg           | Leri Chabiełow       | Vasile Pușcașu      | William Scherr       |
| 130 kg           | Asłan Chadarcew      | Andreas Schröder    | Bruce Baumgartner    |

### Kobiety

#### Styl wolny
| Kategoria wagowa | Złoto                | Srebro              | Brąz            |
| ---------------- | -------------------- | ------------------- | --------------- |
| 44 kg            | Brigitte Weigert     | Anne Johnsen        | Shōko Yoshimura |
| 47 kg            | Anne Holten          | Lynie van der Holst | Satomi Sugawara |
| 50 kg            | Anne Marie Halvorsen | Kyoko Fukuda        | Martine Poupon  |
| 53 kg            | Sylvie van Gucht     | Line Johansen       | Stine Johansen  |
| 57 kg            | Isabelle Dourthe     | Sylvie Maret        | Silje Hauland   |
| 61 kg            | Ine Barlie           | Akiko Iijima        | Pia Buchholtz   |
| 65 kg            | Brigitte Herlin      | Doerthe Pedersen    | Kimie Hoshikawa |
| 70 kg            | Georgette Jean       | Rika Iwama          | Hege Reitan     |
| 75 kg            | Patricia Rossignol   | Miyako Shimizu      | –               |

## Ogólna tabela medalowa
| Pozycja | Państwo           | Złota | Srebra | Brązy | Łącznie |
| ------- | ----------------- | ----- | ------ | ----- | ------- |
| 1       | ZSRR              | 11    | 2      | 5     | 18      |
| 2       | Francja           | 6     | 1      | 1     | 8       |
| 3       | Norwegia          | 3     | 2      | 4     | 9       |
| 4       | Stany Zjednoczone | 2     | 4      | 3     | 9       |
| 5       | Bułgaria          | 2     | 1      | 2     | 5       |
| 6       | Węgry             | 1     | 1      | 0     | 2       |
|         | Korea Północna    | 1     | 1      | 0     | 2       |
| 8       | Finlandia         | 1     | 0      | 1     | 2       |
| 9       | Belgia            | 1     | 0      | 0     | 1       |
|         | Kuba              | 1     | 0      | 0     | 1       |
| 11      | Japonia           | 0     | 4      | 6     | 10      |
| 12      | Polska            | 0     | 2      | 2     | 4       |
| 13      | Niemcy            | 0     | 2      | 0     | 2       |
| 14      | Dania             | 0     | 1      | 1     | 2       |
|         | NRD               | 0     | 1      | 1     | 2       |
|         | Rumunia           | 0     | 1      | 1     | 2       |
| 17      | Grecja            | 0     | 1      | 0     | 1       |
|         | Włochy            | 0     | 1      | 0     | 1       |
|         | Holandia          | 0     | 1      | 0     | 1       |
|         | Korea Południowa  | 0     | 1      | 0     | 1       |
|         | Szwecja           | 0     | 1      | 0     | 1       |
|         | Jugosławia        | 0     | 1      | 0     | 1       |
| 23      | Turcja            | 0     | 0      | 1     | 1       |